# ماتی ایلیسون
ماتی ایلیسون (استونیایی: Mati Ilisson؛ زادهٔ ۱۹۶۰) سیاستمدار و نماینده سابق مجلس اهل استونی است.